# Jackie Kay
Pour les articles homonymes, voir Kay.
Jacqueline Margaret Kay (née le 9 novembre 1961) est une poète, dramaturge et romancière écossaise, connue pour ses œuvres The Other Lovers, Trumpet et Red Dust Road. Kay remporte plusieurs prix, dont le Guardian Fiction Prize en 1998 et le prix Scottish Mortgage Investment Trust Book of the Year en 2011.
Depuis 2016, elle occupe le poste de Scots Makar (poète lauréate d'Écosse). Elle est nommée chancelière de l'Université de Salford en 2015.

## Biographie
Jackie Kay naît à Édimbourg, en Écosse, le 9 novembre 1961, d'une mère écossaise et d'un père nigérian. Elle est adoptée bébé par un couple écossais blanc, Helen et John Kay, et grandit à Bishopbriggs, une banlieue de Glasgow,. Ils adoptent Jackie en 1961, après avoir adopté son frère, Maxwell, environ deux ans plus tôt. Jackie et Maxwell ont également des frères et sœurs qui sont élevés par leurs parents biologiques.
Son père adoptif travaille pour le Parti communiste à plein temps et il est élu député de Queen's Park au Parlement en 1982. Sa mère adoptive est la secrétaire écossaise de la Campagne pour le désarmement nucléaire (CND). Enfant, Kay souffre du racisme des enfants et des enseignants à l'école.
Adolescente, elle travaille pendant quatre mois comme femme de ménage, pour David Cornwell — qui écrit sous le pseudonyme de John le Carré —. Elle recommande les travaux de nettoyage aux écrivains en herbe, par ces mots : « C'est génial... Vous écoutez tout. Vous pouvez être un espion, mais personne ne pense que vous prenez quoi que ce soit ». Cornwell et Kay se rencontrent de nouveau en 2019 ; il se souvenait d'elle et suivait son parcours.

### Écrivaine
Quand elle a douze ans, elle écrit One person, two names, l'histoire d'une fillette afro-américaine qui prétend être blanche. Elle va explorer ce sujet de l'identité réelle et culturelle dans ses futurs écrits. En août 2007, Jackie Kay est interviewée dans le quatrième épisode de la série BBC Radio 4 The House I Grew Up In, dans lequel elle raconte son enfance. John Kay est mort en 2019 à l'âge de 93 ans.
Au départ, elle décide de se concentrer sur l'écriture après qu'Alasdair Gray, un artiste et écrivain écossais, ait lu sa poésie et l'ait encouragée à poursuivre. Elle étudie l'anglais à l'Université de Stirling et son premier recueil de poésie, partiellement autobiographique The Adoption Papers, est publié en 1991 remporte le prix Saltire Society Scottish First Book. Ce recueil de poésie aux multiples voix traite de l'identité, de la race, de la nationalité, du sexe et de la sexualité du point de vue de trois femmes : une enfant biraciale adoptée, sa mère adoptive et sa mère biologique. Ses autres prix incluent le Prix Somerset-Maugham 1994 pour Other Lovers et le prix Guardian Fiction pour Trumpet, inspiré par la vie du musicien de jazz américain Billy Tipton,. Celui-ci, né Dorothy Tipton, a vécu en tant qu'homme pendant les cinquante dernières années de sa vie.
Kay écrit beaucoup pour la scène. En 1988, sa pièce Twice Over est la première d'un écrivain noir à être produite par le Gay Sweatshop Theatre Group, les écrans et pour les enfants. Son drame The Lamplighter est une exploration de la traite des esclaves via l'Atlantique. Il est diffusé sur BBC Radio 3 en mars 2007 et publié sous forme de poème en 2008.
En 2010, elle publie Red Dust Road, un compte-rendu de sa recherche de ses parents biologiques, qui se sont rencontrés lorsque son père était étudiant à l'Université d'Aberdeen et que sa mère était infirmière. Le livre obtient le prix Scottish Book of the Year en 2011. Il est adapté pour la scène par Tanika Gupta et créé en août 2019 lors du Festival international d'Édimbourg, dans une production du National Theatre of Scotland et HOME, au Royal Lyceum Theatre d'Édimbourg.

### Carrière

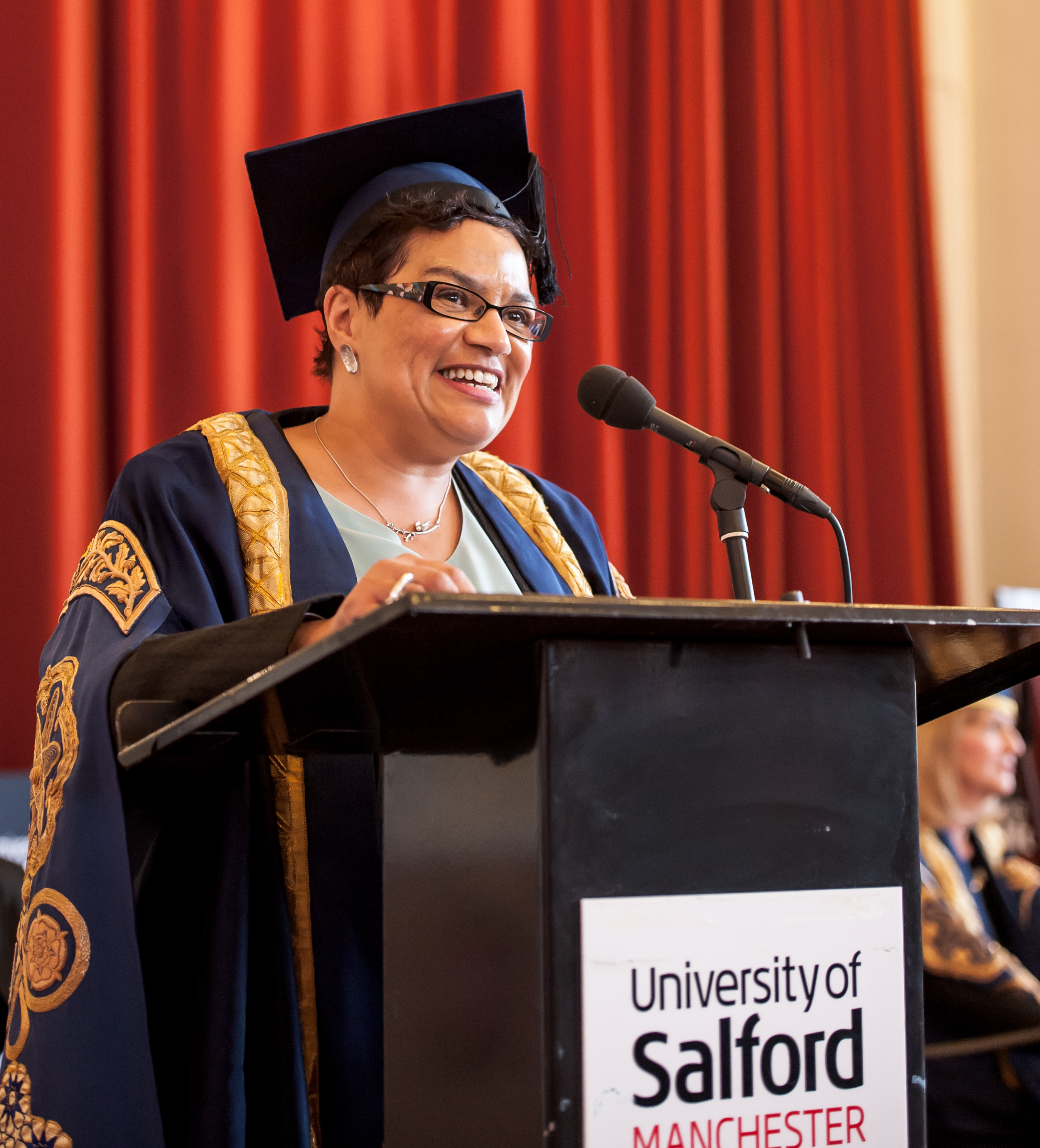
Jackie Kay MBE, Université de Salford, 29 avril 2015.

Kay est professeur d'écriture créative à l'Université de Newcastle et boursière culturelle à l'Université calédonienne de Glasgow. Kay vit à Manchester. Elle participe au projet 2011 du Bush Theatre Sixty-Six Books, pour sa réouverture. Sa pièce est basée sur le livre d'Esther de la Bible du roi Jacques. En octobre 2014, elle est nommée chancelière de l'Université de Salford et elle est « l'écrivaine en résidence » de l'Université à partir du 1er janvier 2015.
En mars 2016, Jackie Kay est nommée Scots Makar (poète lauréate de l'Écosse), succédant à Liz Lochhead,.
Elle est nommée membre de l'Ordre de l'Empire britannique (MBE) en 2006 pour les services rendus à la littérature et Commandeur de l'Ordre de l'Empire britannique (CBE) lors de la remise des honneurs du Nouvel An 2020, pour la même reconnaissance.

### Vie privée
| Vidéo externe |                          |
|               | Jackie Kay, vimeo format |

Kay est lesbienne,. Lorsqu'elle a une vingtaine d'années, elle donne naissance à un fils, Matthew (dont le père est l'écrivain Fred D'Aguiar) et plus tard, elle vit une relation de 15 ans avec la poète Carol Ann Duffy,. Au cours de cette relation, Duffy donne naissance à une fille, Ella, dont le père biologique est le poète Peter Benson,.

## Prix et distinctions
- 2020 : Commandeur de l'Ordre de l'Empire britannique (CBE), Services à la littérature[20]
- 2016 : nommée Scots Makar[17]
- 2016 : élue membre de la Royal Society of Edinburgh
- 2011 : Prix du livre de l'année du Scottish Mortgage Investment Trust, Red Dust Road [27]
- 2011 : Prix PEN / Ackerley (liste restreinte), Red Dust Road[27]
- 2011 : Prix Costa Book (présélection), Fiere
- 2011 : Scottish Book of the Year (liste restreinte), Fiere
- 2010 : Prix Ted Hughes, pour New Work in Poetry[27]
- 2009 : Scottish Book of the Year (liste restreinte), The Lamplighter[27]
- 2007 : Prix British Book de l'écrivain deciBel de l'année[27]
- 2006 : devient membre de l'Ordre de l'Empire britannique (MBE), Services rendus à la littérature[19]
- 2003 : Prix Cholmondeley
- 2000 : Prix International Dublin Literary Award (présélection), Trumpet
- 2000 : Prix Lambda Literary, Science Fiction/Fantasy, Trumpet[5]
- 1999 : Prix Signal Poetry, The Frog Who Dreamed She was an Opera Singer[27]
- 1998 : Prix Prix Guardian Fiction, Trumpet[9]
- 1994 : Prix Somerset Maugham, Other Lovers
- 1993 : Prix Signal Poetry, Two’s Company[5]
- 1992 : Prix Forward, The Adoption Papers[5]
- 1991 : Saltire Society Scottish et First Book of the Year, The Adoption Papers[5],[27]
- 1991 : Prix Eric Gregory[5]

## Œuvres principales
- (en) The Adoption Papers  (poésie), Bloodaxe Books, 1991, 64 p. (ISBN 185224156X)
- (en) Other Lovers  (poésie), Bloodaxe Books, 1994 (1re éd. 1993), 62 p. (ISBN 1852242531, présentation en ligne)
- (en) Off Colour  (poésie), Bloodaxe Books, 1999, 64 p. (ISBN 1852244208, présentation en ligne)
- (en) Trumpet  (fiction), Vintage, 2000 (1re éd. 1998), 278 p. (ISBN 0375704639, présentation en ligne)
- (en) The Frog Who Dreamed She Was An Opera Singer, UK, Bloomsbury Children, 1998 (ISBN 0747538662)
- (en) Two's Company, Puffin Books, 1994 (ISBN 014036952X)
- (en) Why Don't You Stop Talking: Stories  (fiction), USA, Picador, 2003 (1re éd. 2002), 256 p. (ISBN 033037334X, présentation en ligne)
- (en) Strawgirl, UK, MacMillan Children, 2003 (1re éd. 2002) (ISBN 0330480634, présentation en ligne)
- (en) Life Mask, Bloodaxe Books, 2005, 64 p. (ISBN 185224691X) (poésie)
- (en) Wish I Was Here  (fiction), USA, Picador, 2007 (1re éd. 2006), 197 p. (ISBN 0330373323, présentation en ligne)
- (en) Darling: New & Selected Poems  (poésie), Bloodaxe Books, 2008 (1re éd. 2007), 240 p. (ISBN 1852247770, présentation en ligne)
- (en) The Lamplighter  (poésie, pièce radiophonique), Bloodaxe Books, 2008, 96 p. (ISBN 1852248041, présentation en ligne)
- (en) Red, Cherry Red  (ill. Rob Ryan, livre et CD), UK, Bloomsbury, 2007, 86 p. (ISBN 0747589798, présentation en ligne)
- (en) Maw Broon Monologues  (poésie), 2009
- (en) Red Dust Road: An Autobiographical Journey  (mémoires), Picador, 2010, 296 p. (ISBN 0330451057, présentation en ligne)
- (en) Fiere  (poésie), USA, Picador, 2011 (1re éd. 2010), 63 p. (ISBN 0330513370, présentation en ligne) (poésie)
- (en) Reality, Reality, Picador, 2012 (1re éd. 2011), 240 p. (ISBN 144721756X, présentation en ligne)
- (en) The Empathetic Store  (poésie), Mariscat Press, 2015, 35 p. (ISBN 9780946588794)

## Voir également